# Kohán György
Kohán György (Gyulavári, 1910. február 22. – Gyula, 1966. december 16.) Kossuth-díjas festőművész, grafikus. Jeles képviselője az alföldi festőknek és a hódmezővásárhelyi művésztelepnek. drámai koloritú figurális kompozíciókat készített, a modern stílusirányzatok hatása beépült művészetébe.

## Életpályája
Gyulaváriban született az Almássy-kastély cselédszárnyában. Korán felismert tehetsége tette lehetővé, hogy apja kovácsműhelyéből a Képzőművészeti Főiskolára kerüljön, ahol Glatz Oszkár növendéke volt 1929 és 1930 között. 1930-ban kiállítással mutatkozott be Budapesten, a Nyugat képtárlatán. Ezután rövid időt Párizsban töltött.
1933-ban Hódmezővásárhelyre költözött, ahol bekapcsolódott a város művészeti életébe, és egyik alapító tagja lett a megalakuló Tornyai Társaságnak. 1935-ben Milánóban járt tanulmányúton. Az 1950-es évek elején kizárták a Képzőművészek Szövetségéből. Ekkor a tiltott kategóriába került, kiállításai szüneteltek. Hol provinciálisnak, hol formalistának bélyegezték. Hódmezővásárhelyen 1956-ban a Tornyai János Múzeum kiállító helyén, a Petőfi Sándor Művelődési Házban tudott egyéni kiállítást rendezni. A fővárosban majd csak 1959-ben rendezhetett önálló kiállítást a Műcsarnokban, és részt vett a vásárhelyi Őszi Tárlaton, ahol elnyerte a Tornyai-plakettet. Az alföldi rendezvényeknek (Vásárhelyi Őszi Tárlatok, Szegedi Nyári Tárlatok, békéscsabai Alföldi Tárlatok) mindvégig részvevője volt. 1965-ben a Magyar Nemzeti Galériában nyílt nagy hatású kiállítása, ekkorra már kezdett elfogadottá válni, hogy a témákat lehet modern stílusban is ábrázolni, így kaphatott 1966-ban Kossuth-díjat.

## Műveiből (válogatás)
- Pihenő nő (olaj, vászon, 127 x 116 cm; magántulajdonban)
- Varrólány (vegyes technika, papír, 80 x 60 cm; magántulajdonban)
- Virágcsendélet (olaj, vászon, 85 x 93 cm; magántulajdonban)
- A háború emléke
- Parasztasszony (1960)
- Napkorong kazallal (1960)
- Formák térben[3] (1961)
- Lófékező (1963)
- Tanya (1965)

## Társasági tagság
- Tornyai János Társaság (1934-től)
- Magyar Képzőművészek Szövetsége (innen kizárták az 1950-es évek elején)

## Díjai
- Tornyai plakett (1959)
- Munkácsy Mihály-díj (1960), (1964)
- Kossuth-díj (1966)

## Szakirodalom (válogatás)
- Pogány Ö. Gábor: Kohán György gyűjteményes kiállítása (kat., bev. tan., Magyar Nemzeti Galéria, 1965). Budapest, Műcsarnok, 1965. pp 31; 4 t.
- Dömötör János: Kohán György, Tiszatáj, 1965/8.
- Solymár István: Kohán György kiállítása után, Művészet, 1965/10.
- Solymár István: Hagyomány és lelemény a képzőművészetben. Budapest : Magvető, [1972]
- Oelmacher Anna: Kohán György, In: A szocialista képzőművészet nyomában, Budapest, 1975. ISBN 963-09-0431-4
- B. Supka Magdolna: Kohán György (kat., bev. tan., Magyar Nemzeti Galéria, 1976)
- Kiállítási katalógus. Művek (vál.) Kohán György kiállítása : Bartók '32 Galéria, 1984 / [a kiállítás a Budapesten élő Gyulaiak Baráti Köre, Gyula város Pártbizottsága és Tanácsa valamint a Bartók '32 Galéria közös rendezésében készült]. Budapest : Bartók '32 Galéria, 1984. ISBN 963-01-6112-5
- Szuromi Pál: Terek, figurák, színszerkezetek, Művészet, 1984/9.
- Moldvay Győző: Kohán György életútja. Eger, 1985. pp. 80 Ill. ISBN 963-02-3787-3
- B. Supka Magdolna: 25 éve halt meg Kohán György. Békéscsaba : Körösök Vidéke nyomda (Békéscsaba), 1991. (Különnyomat a Körösök Vidéke 1991. évi számából).
- Tasnádi Attila: Plebejus hitvallás, lásd Gondolatok a képtárban, Miskolc, 1996. Kohán Györgyről 26-27. o. ISBN 963-7687-75-0
- B. Supka Magdolna: Kohán György. Gyula, Gyula Város Önkormányzata, 2001. pp. 174 Ill. ISBN 963-00-6788-9

## Emlékezete
Igazán halála után kezdtek felfigyelni munkásságára, több emlékkiállítást rendeztek műveiből, 1976-ban a Magyar Nemzeti Galériában, s Berlinben, az 1980-as, 1990-es években is érdeklődést keltett munkássága. Legutóbb 2007-ben Békéscsabán, a Munkácsy Mihály Emlékházban tartottak kiállítást műveiből.
Művészi hagyatéka – mintegy 600 festmény és 2600 grafikai mű – a gyulai Erkel Ferenc Múzeumhoz került, de őriz tőle műveket a budapesti Magyar Nemzeti Galéria, a békéscsabai Munkácsy Mihály Múzeum és a hódmezővásárhelyi Tornyai János Múzeum, vannak művei magántulajdonban is.